# 永井健太 (モデル)
永井 健太（ながい けんた、1991年10月1日 - ）は、日本のモデルである。

## 略歴
福岡県立小倉高等学校を経て、横浜国立大学理工学部数物・電子情報系学科（物理工学教育プログラム）を卒業。ラグビー選手の児玉健太郎は高校の同級生、YouTuberのヨビノリたくみは大学の同級生。
大学卒業後、東京タワーにある東京ワンピースタワーにて2015年〜2016年の1年間、フランキー役（全2658公演）を演じる。その後、オーストラリア、シドニーに留学し、帰国後、ミスターワールド2018グランプリ受賞。
所属はグリーンリバープロモーション→JSマネジメント（日本）・CHIC MODELS（タイ）。

## 来歴・人物
高校時代に受けたオーディションをきっかけに俳優を志し始め、横浜国立大学で物理学を専攻しながら、ワタナベエンターテイメントカレッジ にて芝居の基礎を学ぶ。
大学卒業後、2015年〜2016年の間、アニメ「ONE PIECE」のテーマパーク、東京ワンピースタワーにてフランキー役（演出：ウォーリー木下）をダブルキャストで全2658公演演じる。
その後、語学を中心に自分の武器となるスキルを身につけるために2017年7月〜2018年7月までオーストラリア、シドニーにて語学留学、筋肉留学、俳優留学をして帰国。肉体改造により体重は72kg→92kg→82kgと変化。
帰国後、ミスターワールド2018日本大会（ミスワールド男性版）にてグランプリを獲得、2019年8月にフィリピンで開かれたMister World 2019大会に日本代表として出場。

## 出演
- 2015.3〜2016.4 東京ワンピースタワー ONE PIECE LIVE ATTRACTION - フランキー 役
- 2016 CM Jetstar Japan
- 2018 ショートフィルム「IN ETERNITY」(オーストラリア)
- 2020 CM Lucky building system (タイ)
- 2020 ワークマン　ファッションショー
- 2020 東京カレンダー